# Автомобільні шляхи Харківської області
Автомобі́льні шляхи́ Харківської області — мережа доріг на території Харківщини, що об'єднує між собою населені пункти та окремі об'єкти та призначена для руху транспортних засобів, перевезення пасажирів та вантажів.